# Norwich
Pour les articles homonymes, voir Norwich (homonymie).
Norwich (prononcé en anglais : [ˈnɒɹɪdʒ]) est une ville britannique, chef-lieu du comté du Norfolk. Elle compte 144 000 habitants en 2021.
Établie sur les deux rives de la rivière Wensum (en) et parée des flèches et tours de trente-deux églises médiévales, elle dispose du statut de cité depuis 1094. Elle est une grande ville touristique de l'Est-Anglie, avec la cathédrale de Norwich et le château de Norwich faisant sa renommée. Elle abrite également l'université d'East Anglia (UEA).

## Histoire

### Antiquité
Les Romains avaient leur capitale régionale à Venta Icenorum sur les rives de la rivière Tas, au sud de l'actuelle église de Caistor St Edmund, à environ 5 miles au sud de Norwich. Le site est tombé en désuétude, vers 450, avant l'arrivée des Anglo-Saxons qui fondent de la ville de Northwic (d'où Norwich tire son nom) sur son site actuel et un établissement secondaire à Thorpe.

### La conquête normande
La ville antique était un centre commercial florissant pour l'Est-Anglie quand elle fut attaquée et brûlée par Sven Ier de Danemark en 1004. Des pièces de Mercie et des tessons de poterie de la Rhénanie datant du VIIIe siècle donnent à penser que le commerce lointain existait depuis longtemps.
Entre 924 et 939, Norwich s'établit pleinement comme une ville battant sa propre monnaie. La mention « Norvic » apparaît sur des pièces de monnaie frappées pendant cette période, sous le règne du roi Æthelstan. Les Vikings ont une forte influence culturelle dans Norwich à la fin du IXe siècle, comme l'atteste la création d'un district anglo-scandinave vers l'extrémité nord de l'actuelle King Street.
Au moment de la conquête normande, la ville est une des plus importantes d'Angleterre. Le Domesday Book indique qu'il y avait environ 25 églises et une population de cinq à dix mille habitants. Il note également une église anglo-saxonne dans Tombland, la place du marché saxonne et de la cathédrale normande. Norwich continue d'être un centre important pour le commerce, la rivière Wensum est une voie d'exportation proche du fleuve Yare et de Great Yarmouth, qui sert de port pour Norwich. Des meules à grains et d'autres objets en provenance de Scandinavie et de Rhénanie ont été trouvés lors de fouilles dans le centre-ville de Norwich, datant du XIe siècle.
La principale zone de peuplement saxon au sud de la Wensum a été détruite par la construction du château en 1067 par Guillaume le Conquérant lors de sa conquête normande. Les Normands mettent en place un nouveau foyer de colonisation autour du château et à l'ouest de celui-ci. Cet ensemble est connu sous le nom de quartier « nouveau » ou « français », il survit jusqu'à nos jours comme marché de Norwich.
En 1096, Herbert de Losinga, l'évêque de Thetford, commence la construction de la cathédrale de Norwich. Le matériau de construction de la cathédrale est le calcaire importé de Caen en Normandie. Pour le transport de la pierre de construction vers le site, un canal est creusé en dérivation de la rivière (à partir du site de l'actuelle Pulls Ferry (en)). Herbert de Losinga en fait le siège du diocèse de Norwich.
Norwich reçoit une charte royale d'Henri II d'Angleterre en 1158, et une autre de Richard Cœur de Lion en 1194.

### Moyen Âge
Lors de la révolte de 1173-1174 contre Henri II d'Angleterre, le premier comte de Norfolk, Hugues Bigot, se range du côté d'Henri le Jeune et attaque Norwich, après s'être vu promettre son château en récompense. Il s'empare du château. Beaucoup d'habitants ont été alors tués et la ville est saccagée et incendiée.
Tout au long du Moyen Âge, le moteur du commerce local a été la laine. Il a engendré une partie de la richesse de l'Angleterre, avec des ports comme Norwich et a financé la construction d'un grand nombre de belles églises. Par conséquent, Norwich possède plus d'églises médiévales que toute autre ville en Europe occidentale au nord des Alpes. Tout au long de cette période, la ville établit des liens commerciaux de grande envergure avec d'autres parties de l'Europe, ses marchés s'étendent de la Scandinavie à l'Espagne. Pour organiser et contrôler ses exportations vers les Pays-Bas, Great Yarmouth, (en tant que port de Norwich) a été désigné Staple Port en 1353, c'est-à-dire qu'il possédait le monopole du commerce maritime pour la région.
Vers le milieu du XIVe siècle, les remparts, d'environ deux miles et demi (4 km) de long, sont achevés. Ils renferment, avec le fleuve, une zone plus vaste que celle de la Cité de Londres. Toutefois, lorsque les murs de la ville sont construits il devient illégal de construire en dehors d'eux, ce qui bloque l'expansion de la ville.

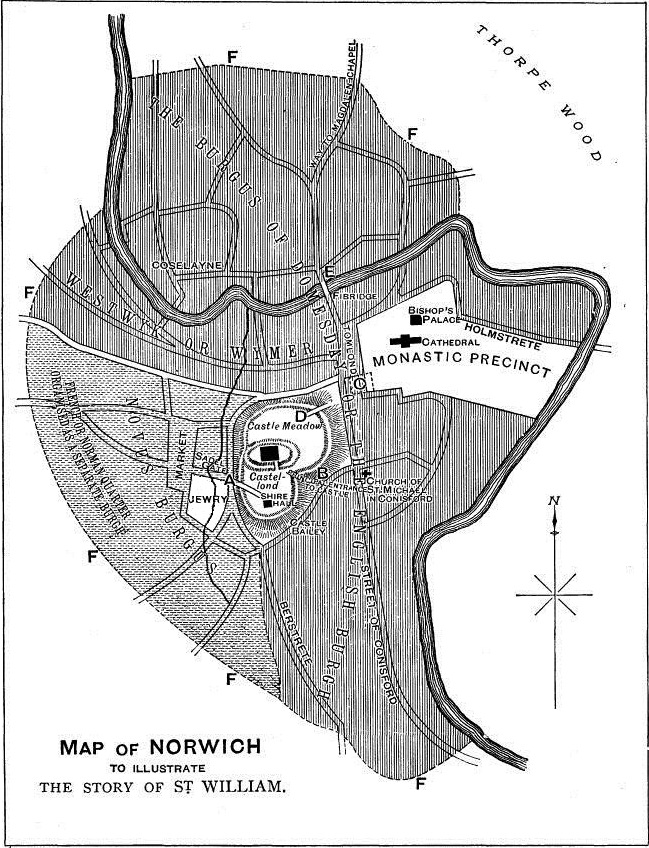
Carte de la juiverie de Norwich en 1144, lors de l'accusation de « crime rituel »

À cette époque, la ville est un county corporate et devient la capitale de l'un des comtés les plus peuplés et prospères de l'Angleterre.
La communauté juive de Norwich est au Moyen Âge la deuxième du royaume. Venue de Rouen à partir de 1066 avec Guillaume le Conquérant, elle s’est établie majoritairement à Londres et à Norwich. En 1144, les Juifs de Norwich sont accusés d'avoir commis un sacrifice humain sur la personne de Guillaume de Norwich, retrouvé mort lardé de coups de couteau. Ce fut le premier cas d'accusation de crime rituel contre les Juifs en Angleterre. L'histoire a été transformée en un culte, William acquit le statut de martyr avant d'être canonisé. Le culte de saint Guillaume a attiré un grand nombre de pèlerins, enrichissant l'église locale. Le 6 février 1190, tous les Juifs de Norwich sont massacrés à l'exception de quelques-uns qui trouvent refuge dans le château. Un premier pogrom a lieu en 1144. Cependant, c’est après le départ de Richard Cœur de Lion pour la troisième croisade en 1190 que se serait déroulé le plus important pogrom. Néanmoins, selon les historiens modernes, il n'y a aucune trace crédible d'un pogrom de 1190 à Norwich. Il n'existe qu'une seule mention du massacre de Norwich de 1190, « une seule référence ambiguë dans la chronique de Ralph de Diss » qui n'est pas considéré comme un parangon de la chronologie exacte.
En septembre 2022, une analyse du génome d'ossements datés entre 1161 et 1216 a livré des informations génétiques sur la population juive européenne au Moyen Âge. Elle montre un effet fondateur survenu entre 700 et 800 dans cette population,.
La chapelle construite sur le site de la mort de Guillaume est détruite au moment du schisme anglican.

### L'époque Moderne
La grande immigration de 1567 a apporté une importante communauté flamande et wallonne de tisserands protestants à Norwich, où ils étaient appelés localement « étrangers », mais bien accueillis. Norwich a été le refuge de diverses minorités dissidentes, notamment les huguenots français et les communautés wallonnes de Belgique aux XVIe et XVIIe siècles. Le Merchant's House - aujourd'hui un musée - qui a été leur première base dans la ville est encore connu sous le nom 'Strangers' Hall. Il semble que les étrangers aient été plutôt bien intégrés dans la communauté locale, du moins parmi la fraternité d'affaires qui avait le plus à gagner de leurs compétences. L'arrivée des étrangers à Norwich renforce les échanges avec l'Europe continentale et promeut un mouvement de réforme religieuse.
L'imprimerie a été introduite dans la ville par Antoine de Solempne, l'un des étrangers, en 1567, mais disparaît vers 1572. Norwich devient à cette époque la quatrième plus grande ville du pays.

### La guerre civile et l'époque victorienne
Les comtés de l'Est sont profondément parlementaires et Norwich leur emboîte le pas, au prix de certains malaises pour le maire, un royaliste, et l'évêque, Joseph Hall, un modéré inquiété par sa position ecclésiastique.

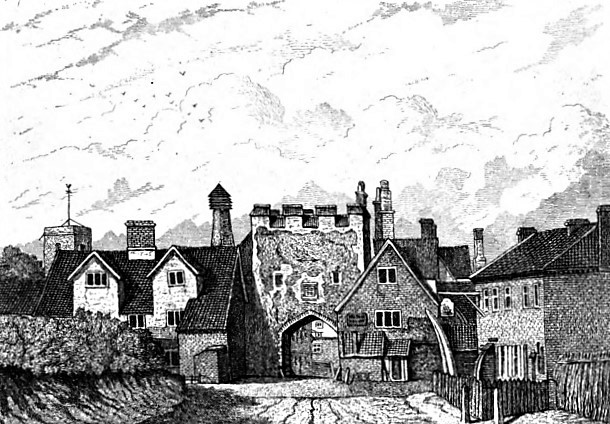
King Street Gate, 1793

En 1797, Thomas Bignold, un marchand de vin et un banquier de 36 ans, fonde la première société de Norwich : la Norwich Union. Quelques années plus tôt, quand il déménagea du Kent pour aller à Norwich, Bignold n'avait pas pu trouver quelqu'un disposé à le prémunir contre la menace des bandits de grand chemin. Avec la volonté que rien n'est impossible, et conscient que, dans une ville construite en grande partie en bois, la menace du feu est forte, Bignold crée la "Norwich Union" pour l'assurance des maisons, des stocks et des marchandises en cas d'incendie. La nouvelle entreprise, connue sous le nom Norwich Union Fire Insurance Bureau, est une "mutuelle". Norwich Union devient plus tard la plus grande compagnie d'assurance du pays.
De tous temps, Norwich est un centre de fabrication textile. Vers la fin du XVIIIe siècle, dans les années 1780, la fabrication de châles devient une industrie importante et le reste pendant près de cent ans. Les châles sont un produit de mode de haute qualité, ils rivalisent avec ceux réalisés dans d'autres villes comme Paisley (qui s'est lancée dans la fabrication de châles vers 1805, quelque 20 ans après Norwich). Avec les changements de mode féminine dans la période victorienne, la popularité de châles diminue et la fabrication cesse. Les châles de Norwich sont aujourd'hui très recherchés par les collectionneurs de textiles.

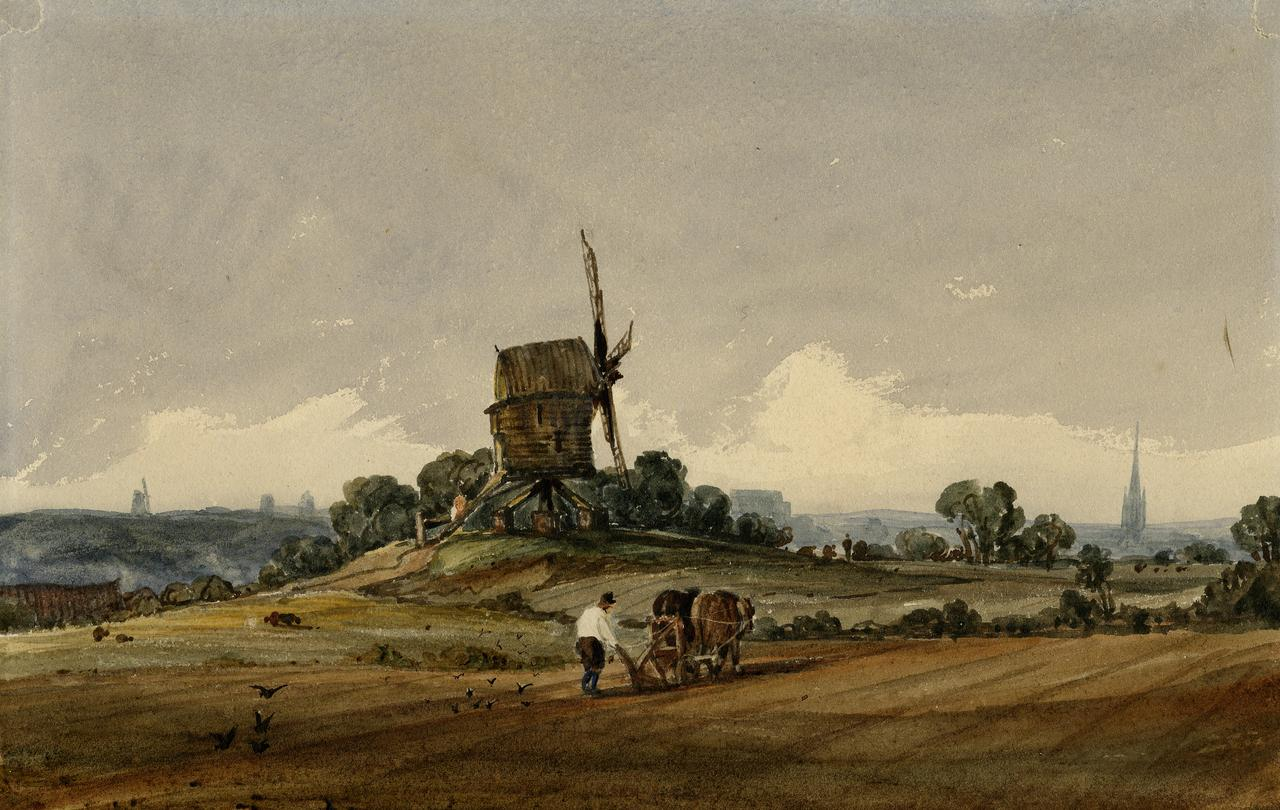
Vue de Norwich

Jusqu'à la révolution industrielle, en tant que capitale du comté le plus peuplé et le plus prospère d'Angleterre, Norwich rivalise avec Bristol comme deuxième ville d'Angleterre.
L'isolement géographique de Norwich était tel qu'avant la création d'une liaison ferroviaire en 1845, il était souvent plus rapide d'aller à Amsterdam par bateau qu'à Londres par voie terrestre. Le chemin de fer est introduit à Norwich par Samuel Morton Peto, qui a aussi construit la ligne vers Great Yarmouth.
De 1808 à 1814 Norwich accueille une station de la chaîne de télégraphes qui reliait l'Amirauté à Londres avec ses navires de guerre dans le port de Great Yarmouth.

### LeXXesiècle
Au début du XXe siècle, Norwich possède encore plusieurs grandes industries manufacturières. Parmi celles-ci, la fabrication de chaussures (par exemple la marque Start-rite (en)), l'habillement, la menuiserie, et de l'ingénierie structurelle ainsi que la conception et la fabrication des aéronefs. Les employeurs importants sont Boulton & Paul, Barnards (inventeurs de la machine à fabriquer les grillages).

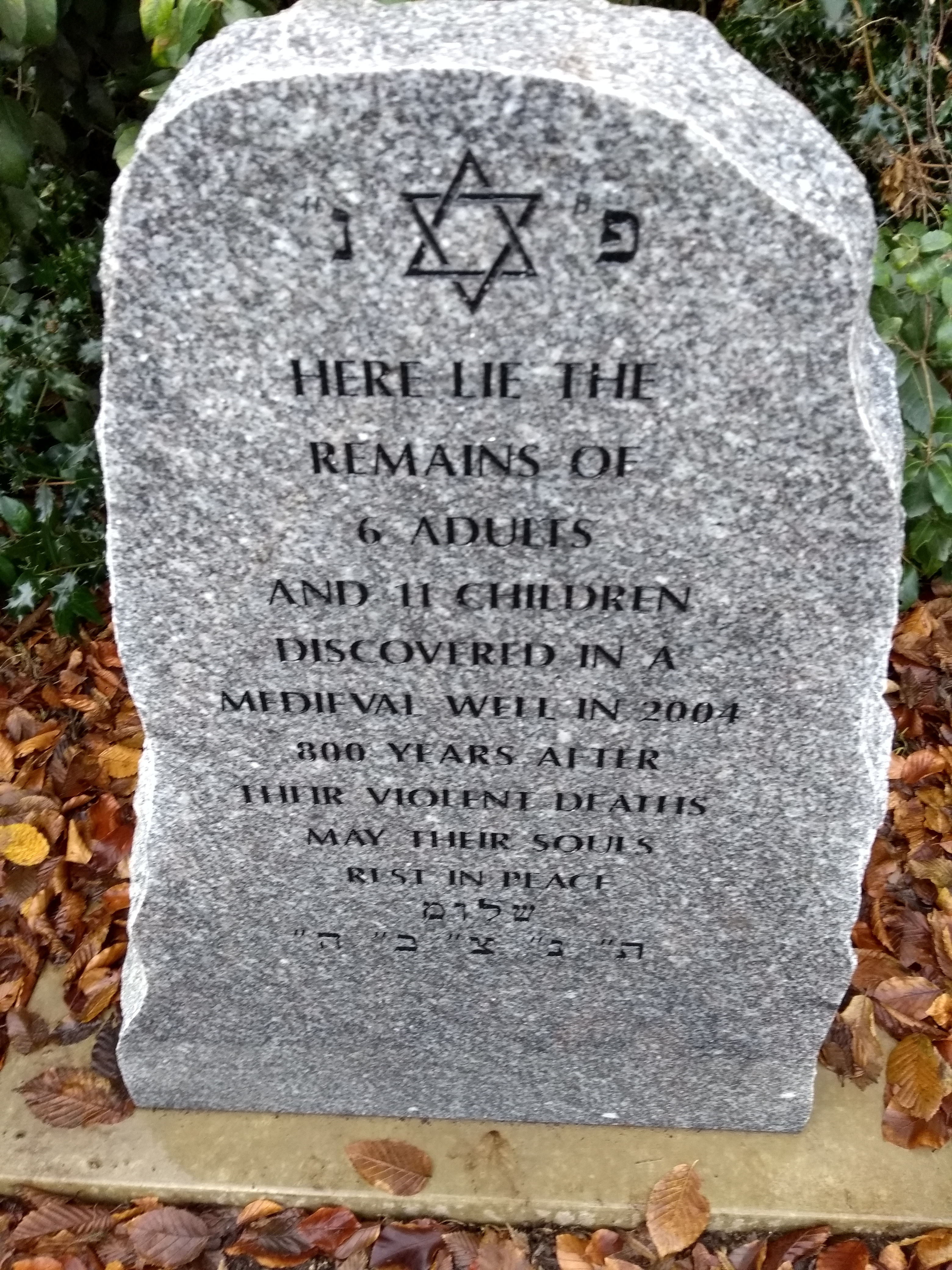
Mémorial au cimetière Earlham pour les Juifs assassinés à Norwich au Moyen Âge

Norwich a également une longue histoire dans la fabrication du chocolat, principalement par l'entreprise locale Caley's, qui a commencé en tant que fabricant et embouteilleur d'eau minérale et s'est ensuite diversifiée dans la fabrication du chocolat et des biscuits de Noël. Les activités de Caley's sont reprises par Tom Smith en 1953, et l'usine de Norwich finalement ferme ses portes en 1998 avant d'être démolie. Depuis, le chocolat Caley's a refait une réapparition en tant que marque, toujours produite à Norwich.
L'Office of Public Sector Information, est l'un des plus gros imprimeurs et fournisseurs de matériel de bureau au Royaume-Uni.
Jarrolds, établie en 1810, a été une imprimerie et un éditeur à l'échelle nationale bien connu. En 2004, après presque 200 ans, il sort de la propriété familiale. Aujourd'hui, le nom de Jarrold est maintenant connu comme le seul grand magasin indépendant de Norwich.
La ville possède de longue date une tradition de brasserie, avec plusieurs grandes brasseries durant la seconde moitié du siècle. Les principaux brasseurs étaient Morgans, Steward and Patteson, Youngs Crawshay et Youngs, Bullard and son, et la Brasserie de Norwich. En dépit de prises de contrôle et de la consolidation dans les années 1950 et 1960 pour tenter de rester viables, seule la brasserie Norwich (détenue par Watney Mann sur le site de Morgans) demeure dans les années 70. En 1985, elle ferme, et elle est démolie. On continue le brassage à petite échelle à Norwich dans des microbrasseries.
Norwich souffre des bombardements de la Seconde Guerre mondiale, notamment sur la vieille ville. L'industrie et l'infrastructure ferroviaire ont également souffert. Le plus fort raid s'est produit dans les nuits des 27/28 et 29/30 avril 1942, dans le cadre des raids Baedeker Blitz.
On peut aussi visiter Strangers Hall, une maison à la fois géorgienne et victorienne.

## Architecture
Norwich possède une grande richesse architecturale. La période médiévale est représentée par la cathédrale de Norwich du XIe siècle, le château du XIIe siècle et un grand nombre d'églises, desquelles sept sont encore usées pour vénération.
- La cathédrale de Norwich, mi-romane, mi-gothique a une tour culminant à 96 mètres de hauteur. La cathédrale

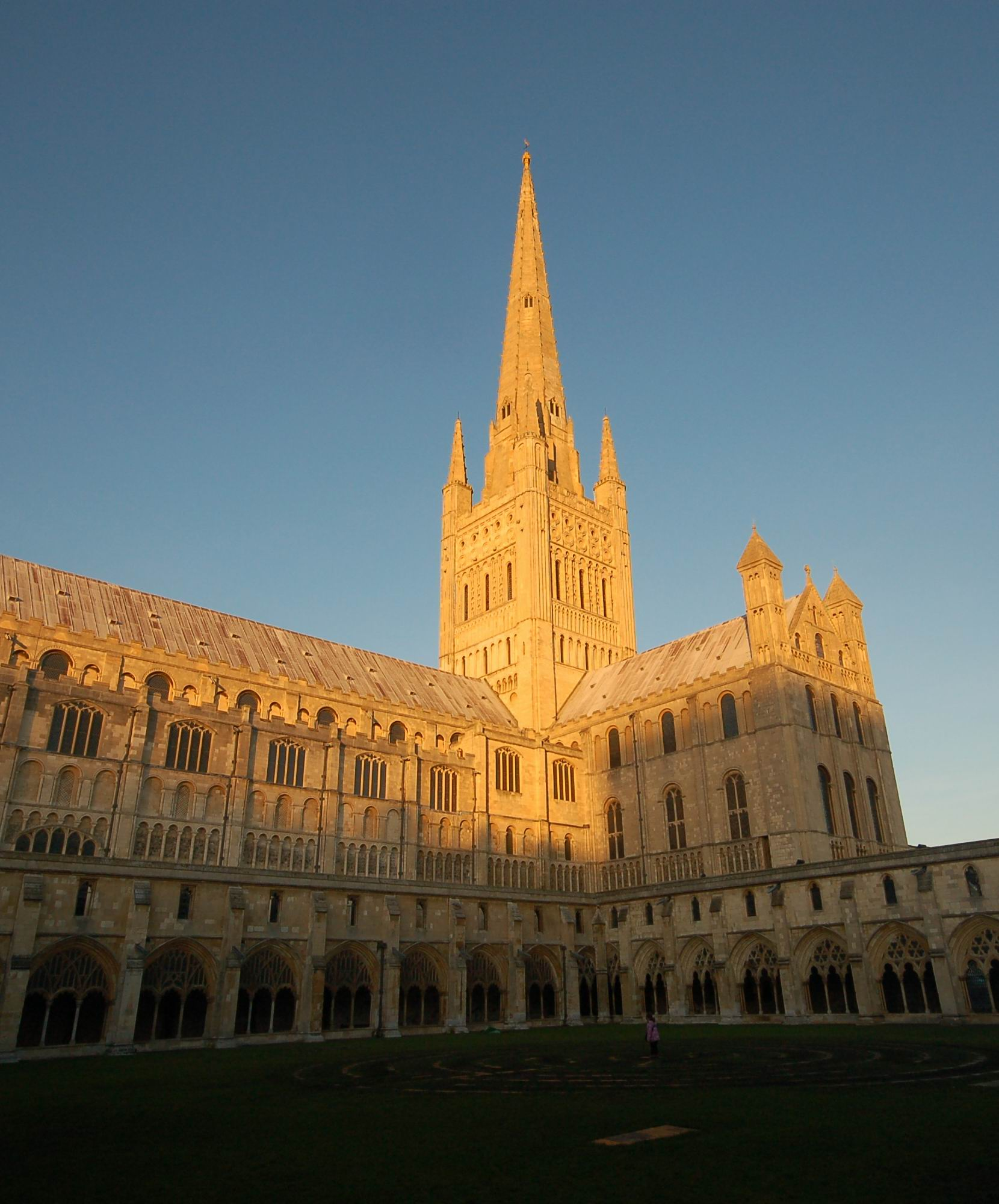
La cathédrale

- On peut visiter le Dragon Hall, maison construite par le fondateur de la ville de Norwich.
- Le château de Norwich a servi de résidence royale. Au cours du XVIIIe siècle, il est devenu une prison. De nos jours, c'est un musée dans lequel on trouve des galeries sur la reine Boudica, de la période pré-romaine, ainsi qu'une galerie zoologique. Dans le donjon, on peut admirer des armes, armures et autres accessoires du Moyen Âge....

Au XVIIIe siècle l'architecte Thomas Ivory construit les Assembly Rooms (1776), la Chapelle Octagonale (1756), la Maison St Helen's (1752) dans l'enceinte du Grand Hôpital et des maisons dans Surrey Street. Il ne doit pas être confondu avec l'architecte irlandais du même nom à la même période.
Le XIXe siècle a vu exploser les limites de Norwich et donc d'une grande partie de son parc de logements, ainsi que des bâtiments commerciaux du centre-ville. L'architecte local qui incarne les périodes victorienne et édouardienne est George Skipper (1856-1948). Son travail, dans le style art nouveau, comprend le siège social de Norwich Union sur Surrey Street, les Arcades Royales et l'Hôtel de Paris dans la station balnéaire voisine de Cromer. La cathédrale néo-gothique catholique dédiée à Saint Jean-Baptiste sur Earlham Road, commencée en 1882, est l'œuvre de George Gilbert Scott Junior et de son frère, John Scott Oldrid.

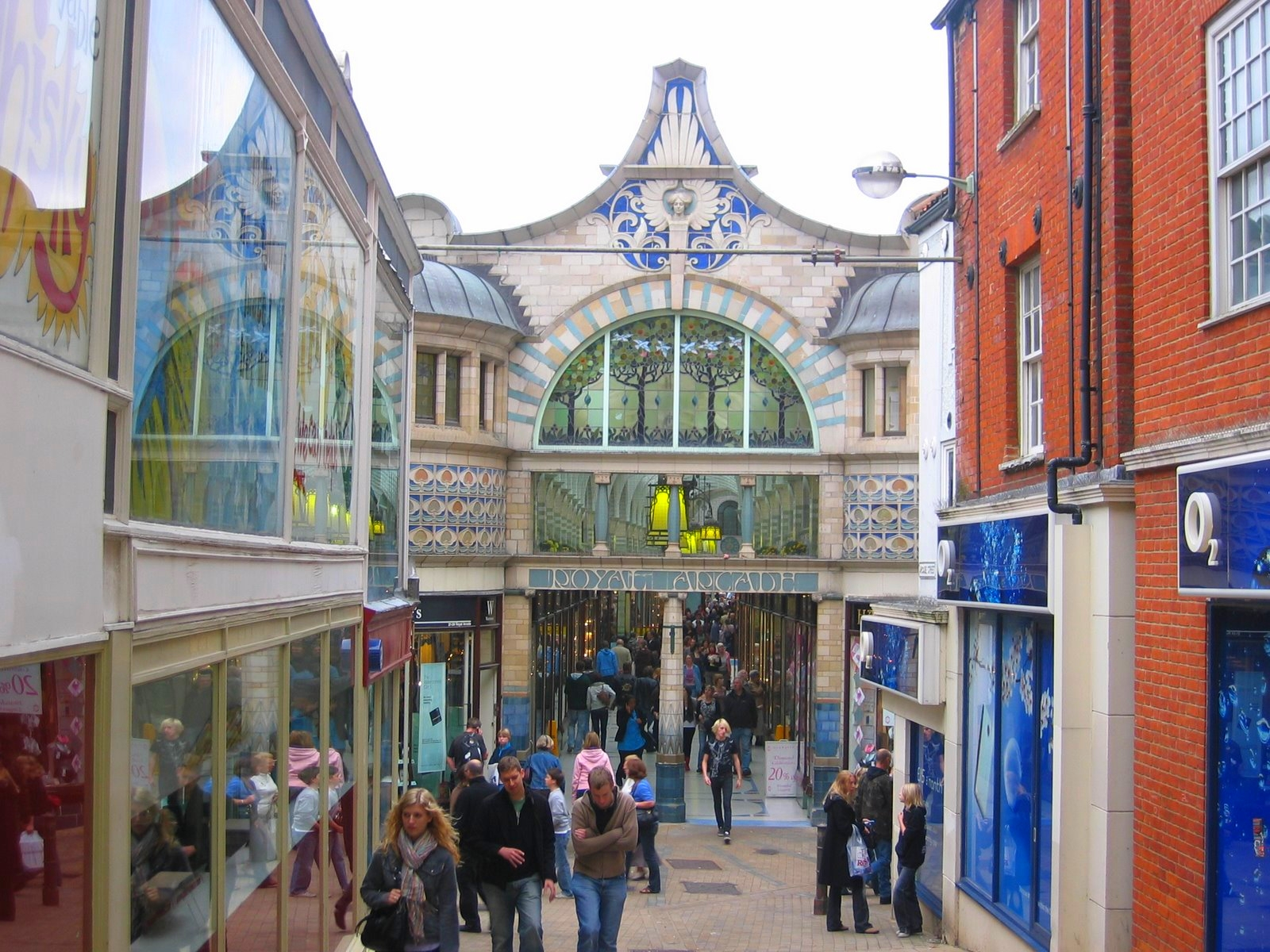
Arcade Royale (Royal Arcade)

La ville a continué de croître au cours du XXe siècle, en particulier dans les zones les plus éloignées du centre-ville. Le premier élément architectural notable après Skipper est l'hôtel de ville par James et Pierce, en 1938. Les bombardements de la Seconde Guerre mondiale, tout en entraînant des pertes humaines relativement faibles, causent des dégâts importants dans le centre-ville. Une grande partie des reconstructions de l'après-guerre est conçue par l'architecte, David Percival. Toutefois, le principal développement d'après-guerre à Norwich, d'un point de vue architectural, est l'ouverture de l'Université d'East Anglia en 1964. Conçue à l'origine par Denys Lasdun (son design n'a jamais été complètement exécuté), elle a été complétée au cours des décennies suivantes par de grands noms tels que Norman Foster et Rick Mather.
La ville compte pas moins de 31 églises (57 au Moyen Âge) et quelque 370 pubs. C'est aussi une des rares villes anglaises à avoir un « Lord Mayor » qui a une fonction uniquement honorifique et assiste à plus de 360 réceptions tous les ans.
On peut aussi visiter le forum, datant de 2004, bâtiment constitué de verre et d'acier. Dans le forum, on trouve les bureaux de la BBC locale, ainsi qu'une bibliothèque et deux cafés-restaurants.

## Culture

### Arts
Chaque année, le Norfolk and Norwich Festival (en) célèbre les arts et attire de nombreux visiteurs venus de toute l'Angleterre. Le Norwich twenty Group, fondé en 1944, présente des expositions de ses membres pour promouvoir l'art moderne.
Norwich vit naître le premier festival des arts en Grande-Bretagne en 1772.
Le Norwich Arts Center est une salle de concert et de théâtre située dans la rue Saint-Benoît.

### Musée
Norwich possède un certain nombre de musées importants qui reflètent à la fois la riche histoire de la ville et du Norfolk.
Le plus important est le Norwich Castle Museum. Il contient d'importantes collections de pièces archéologiques provenant du comté de Norfolk, d'art (y compris une belle collection de peintures de la Norwich School), de céramiques, d'argent et d'histoire naturelle. Le musée a été largement remodelé pour améliorer l'affichage de nombreuses collections.

### Théâtre
Norwich a plusieurs théâtres, avec une capacité assise de 100 à 1300 places, et offrant une grande variété de programmes.
Le Théâtre Royal existe depuis près de 250 ans. Sa salle de 1300 places, la plus grande de la ville, reçoit des tournées nationales, des comédies musicales, de la danse, du théâtre, des spectacles familiaux, des comiques, de l'opéra et de la pop.

## Tourisme

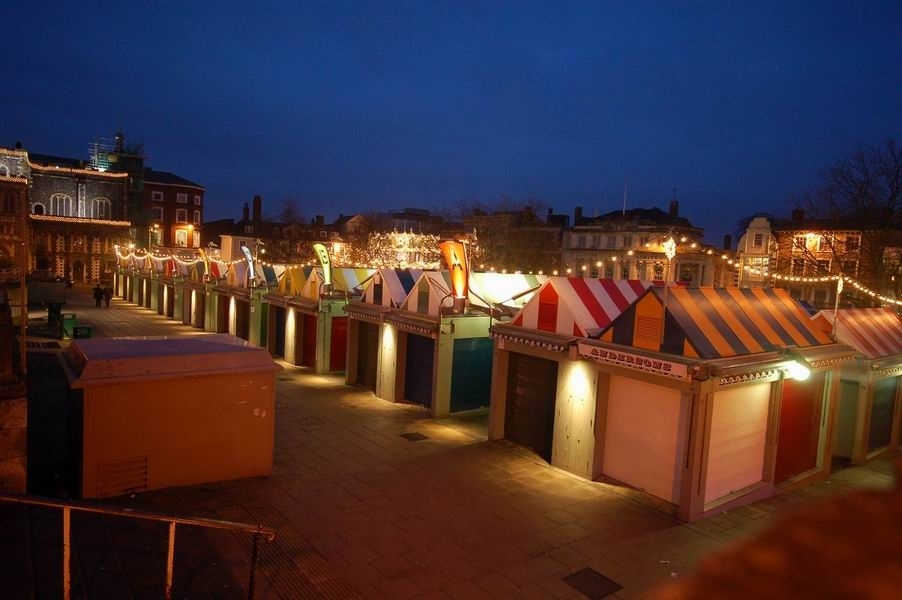
Vue du marché de nuit

Norwich est une destination populaire pour une excursion. Ses attractions incluent la cathédrale, les rues pavées, les musées du Vieux-Norwich, le Château, la tour de la vache, le Colman's Mustard Shop, le Dragon Hall et le forum. Norwich est aussi l'une des principales destinations du Royaume-Uni, avec un mélange de chaînes de détaillants et de magasins indépendants ainsi que le marché, l'un des plus grands en plein air en Angleterre.
Norwich possède également un aéroport international : l'aéroport international de Norwich (Norwich International Airport ou Norwich Weather Centre, code AITA : NWI).

## Personnalités nées dans la ville
- Michael Andrews, (1928-1995), peintre.
- Malia Bouattia (1987-), militante algéro-britannique.
- Vernon Castle (1887-1918), danseur de jazz.
- William Crotch, (1775-1847), organiste.
- William Jackson Hooker, (1785-1865), botaniste.
- Henry Kett (1761-1825), clerc, érudit et écrivain anglais.
- Julienne de Norwich, (1342-1416), mystique.
- Harriet Martineau, (1802-1876), journaliste et écrivain.
- Amelia Opie, (1769-1853), écrivain.
- Matthew Parker, (1504-1575), ecclésiastique.
- Thomas Morley, (1557-1602), organiste, compositeur et théoricien de la Renaissance anglaise.
- Obadiah Short (1803-1886), peintre et illustrateur.
- James Edward Smith (1759-1828), botaniste.
- Kate MccGwire (1964-...), sculptrice.
- Cathy Dennis (1969-...), compositeur.
- Ralph Firman, (1975-....), pilote automobile.
- Beth Orton, (1970-...), chanteuse.
- Philip Pullman, (1946-...), écrivain.
- Ronan Parke, (1998-...), chanteur.
- Saraya-Jade Bevis, plus connue sur le pseudonyme de Paige, (1992-...), catcheuse à la WWE.
- Jordan Smart (en), Nick Smart (en) et Jesse Barrett (en), musiciens du trio de jazz Mammal Hands[6]
- Olivia Colman, actrice.
- Liana Flores (1999), auteure-compositrice-interprète.

## Jumelages
- Rouen (France)
- El Viejo (Nicaragua)
- Coblence (Allemagne)
- Novi Sad (Serbie)

## Source de traduction
- (en) Cet article est partiellement ou en totalité issu de l’article de Wikipédia en anglais intitulé « Norwich » (voir la liste des auteurs).